# Джордж Крукшенк
Джордж Крукшенк (англ. George Cruikshank; 1792–1878) — англійський карикатурист, ілюстратор, гравер, молодший син художника і карикатуриста Ісаака Крукшенка (1756–1810).
В біографії Джорджа Крукшенка навчання проходило в основному власними силами. Він в ранньому віці заробив позитивну репутацію завдяки своїм гумористичним карикатурам, політичним, соціальним сатирам. Услід за Джеймсом Гилреєм, Крукшенк вважався найпопулярнішим карикатуристом тих днів.
Він виконав ілюстрації більш ніж до 850 книг. Серед найкращих його ілюстрацій знамениті «Life in London» (зроблені в співпраці з братом), гравюри для «German Popular Stories», ілюстрації до твору «Oliver Twist». У подальших роках біографії Джорджа Крукшенка було виконано багато малюнків, що зображають наслідки нестриманості. Це, наприклад «Drunkard's Children», «The Bottle», «The Gin Trap». Колекції робіт Крукшенка представлені в британському музеї, а також музеї Вікторії і Альберта.

## Обрані твори (галерея)

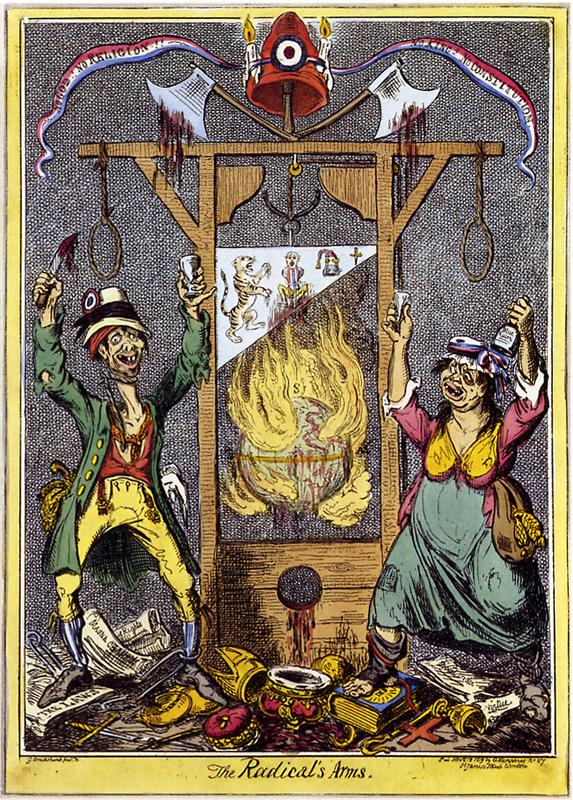
Джордж Крукшенк. Кариатура на Французьку революцію 1789-1793 рр. і залякування прагненнями радикалів, 1819 рік.

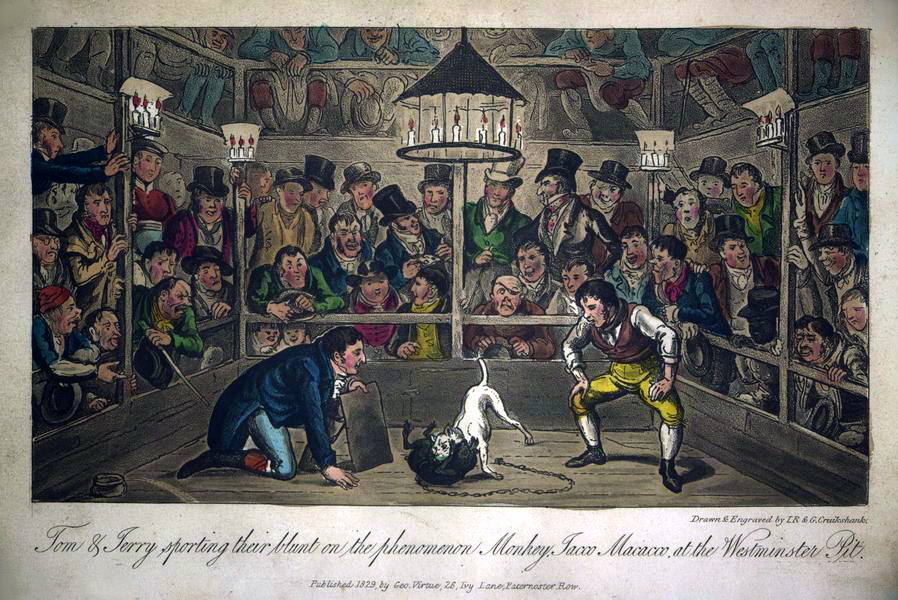
Джордж Крукшенк. «Собачі бої у Вестмінстер-Піт», бл. 1820 р.